# Морган, Джон Пирпонт (младший)
Джон Пирпонт «Джек» Морган (англ. John Pierpont «Jack» Morgan, Jr.; 7 сентября 1867, Нью-Йорк, США — 13 марта 1943, США) — американский банкир, представитель династии Морганов. Президент и владелец банковской корпорации J.P. Morgan & Co., позже разделённой на крупные банки США — JPMorgan Chase и Morgan Stanley, открыл около 2200 филиалов банка в мире JPMorgan Chase и выдал кредитов странам на сумму $500 млн. С 1913 года до своей смерти — почётный президент Библиотеки и музея Моргана в Нью-Йорке. Сын Джона Пирпонта Моргана.

## Биография
Закончил Гарвардский университет в 1889 году. После смерти отца в 1913 году стал главой компании «J.P. Morgan & Co.». Он начал строительство нового здания банка на Уолл-стрит, дом 23, которое было построено в 1914 году.
Морган сыграл заметную роль в финансировании Первой мировой войны, он выдал первый кредит в размере 12 млн $ России. В 1915 году кредит в размере 50 млн $ был предоставлен Франции. Банк Моргана был единственным торговым агентом для всех военных закупок в Соединённых Штатах для британского правительства, покупая хлопок, сталь, химикаты и продукты питания.
Разделение компанией британских и французских интересов дают повод обвинять банк в сговоре с правительством США с целью поддержки союзников и спасения своих кредитов. Морган организовал синдикат из около 2200 банков и выдал кредитов союзникам на сумму 500 млн $.
В начале Первой мировой войны министр финансов США Уильям Макэду и другие члены администрации Вудро Вильсона очень настороженно относились к роли J.P. Morgan & Co., как британского агента по поставкам и банковским услугам. Но когда Соединённые Штаты вступили в войну, это отношение уступило место тесному сотрудничеству, в ходе которого Морган получил финансовые уступки.
После Первой мировой войны и Версальского договора «Morgan Guaranty» управлял немецкими платежами по возмещению ущерба. Морган совершил несколько поездок в Европу, чтобы провести исследования и подготовить отчёты о финансовых условиях. К 1920 году «Guaranty» стал одним из важнейших институтов в мире банковского дела в качестве ведущего кредитора Германии и Европы.
В 1924 году Морган организовал на основе семейного собрания книг публичную библиотеку Пирпонта Моргана на Мэдисон-авеню. Теперь это крупный научный центр.
Морган многое сделал для воплощения рузвельтовского «плана нового курса» и обеспечения займов в 100 млн $ для итальянского диктатора Бенито Муссолини до начала Второй мировой войны.
В связи с вступлением в силу в 1933 году нового банковского законодательства («акт Гласса-Стиголла»), которое запрещало заниматься инвестиционной деятельностью, за исключением операций с государственными и муниципальными облигациями, Морганам пришлось пойти на реорганизацию бизнеса. Из банка «J.P. Morgan & Co.» было выделено в самостоятельную фирму соответствующее подразделение, получившее название «Morgan Stanley» по именам основателей — Генри Моргана (сына Джека Пирпонта) и Гарольда Стэнли.
Кроме того, Джон Морган-младший прославился как меценат, он вкладывал средства в Епископальную церковь, Нью-Йоркский госпиталь и в Американский Красный Крест, одним из руководителей которого был его партнёр Генри Дэвисон.